# K. D. Aubert
Pour les articles homonymes, voir Aubert.
Karen Denise « K. D. » Aubert est une actrice américaine, née le 6 décembre 1978 à Shreveport, en Louisiane.

## Filmographie
- 2002 : Le Roi Scorpion : Harlot
- 2002 : Friday After Next : Donna
- 2002 : Buffy contre les vampires : Nikki Wood
- 2003 : Hollywood Homicide : Shauntelle
- 2004 : Soul Plane : Giselle
- 2004 : Frankenfish : Eliza
- 2005 : In the Mix : Cherise
- 2005 : Bones : Toni
- 2008 : Surfer, Dude : April-May
- 2009 : Service toujours non compris (Still Waiting...) : Trina
- 2012 : Turning Point (en) : Stacey
- 2014 : Percentage : Jackie